# Tabanus parvidentatus
Tabanus parvidentatus är en tvåvingeart som beskrevs av Macquart 1838. Tabanus parvidentatus ingår i släktet Tabanus och familjen bromsar. Inga underarter finns listade i Catalogue of Life.